# Pierre Leichtnam
Pour les articles homonymes, voir Leichtnam.
Pierre Leichtnam (né le 9 septembre 1910 à Petit-Réderching (Alsace-Lorraine, aujourd'hui en Moselle) et mort le 25 juin 1994 à Metz) est un athlète français, spécialiste des courses de demi-fond.

## Biographie
Il est champion de France du 1 500 mètres en 1938. 
Il participe aux Jeux olympiques de 1936 à Berlin où il est éliminé en séries du 1 500 mètres.